# Slag bij Peralta
De Slag bij Peralta vond plaats op 15 april 1862 tijdens de Amerikaanse Burgeroorlog. Deze kleine slag vond plaats op het einde van de campagne van de Zuidelijke generaal Henry Hopkins Sibley in New Mexico.

## Achtergrond
Na de terugtocht die volgde op de Slag bij Glorieta Pass kampeerde de 5th Texas Mounted Volunteers, onder leiding van kolonel Thomas Green, dicht bij Peralta. De volgende dag zouden ze verschillende irrigatiekanalen oversteken. De rest van het leger had zijn bivak aan de andere zijde van de Rio Grande in Los Lunas.

## De slag
Op 14 april haalde het Noordelijke leger onder leiding van Canby de Zuidelijken bij Peralta in. Bij het aanbreken van de dag viel de cavalerie aan en veroverde zo de bagagewagens van Green waarbij de wachtposten gedood werden. De Zuidelijken gebruikten de lokale huizen als versterkte plaatsen. Canby overviel ondertussen een andere bagagetrein die Peralta naderde. Hij stuurt John Chivington en Gabriel R. Paul eropuit om Green te omsingelen. Canby wilde Green volledig afsluiten van de buitenwereld. Een frontale aanval werd niet uitgevoerd omdat Canby de vele huizen en kanalen als zeer gevaarlijk beschouwde. Toen Sibley op de hoogte gebracht werd van de gevechten, stuurde hij de 4th en 7th Texas Mounted Rifles de Rio Grande over. De twee legers beschoten elkaar voortdurend met hun artillerie. Dankzij een opkomende zandstorm slaagde de Zuidelijken erin om verder ongehinderd zich terug te trekken. Het stadje was in puin geschoten.

## Gevolgen
Rond 04.00u in de ochtend bereikten de Zuidelijken Los Lunas. Na een paar uur gerust te hebben, trokken ze zich verder terug. Canby zette de achtervolging opnieuw in. Met zijn cavalerie kon hij nog verschillende keren de vijand lastigvallen.